# Petiville (Seine-Maritime)
Petiville település Franciaországban, Seine-Maritime megyében. Lakosainak száma 1179 fő (2022. január 1.). Petiville Saint-Aubin-sur-Quillebeuf, Trouville-la-Haule, Vieux-Port, Port-Jérôme-sur-Seine, Saint-Maurice-d’Ételan és Aizier községekkel határos.

## Népesség
A település népességének változása:
| Lakosok száma | 1074 | 1130 | 1159 | 1125 | 1122 | 1126 | 1124 | 1142 | 1179 |
|               | 2013 | 2015 | 2016 | 2017 | 2018 | 2019 | 2020 | 2021 | 2022 |